# Euastrum turneri
Euastrum turneri là một loài Song tinh tảo trong họ Desmidiaceae, thuộc chi Euastrum.